# Krai de Perm
El krai de Perm - Пермский край (rus) - és un subjecte federal de Rússia. El krai de Perm es va crear l'1 de desembre del 2005 com a resultat de la fusió de l'óblast de Perm i el districte autònom de Permiàkia. La decisió es va prendre segons un referèndum celebrat el 2004. La ciutat de Perm n'és la capital administrativa. El 2010 tenia 2.635.276 habitants. A més del rus, el komi-permià hi és una llengua cooficial, malgrat que no s'ensenya a les escoles.
El districte autònom de Permiàkia encara ha gaudit d'un cert grau d'autonomia durant el període 2006-2008.